# گیدریوس گوستاس
گیدریوس گوستاس (انگلیسی: Giedrius Gustas؛ زادهٔ ۴ مارس ۱۹۸۰) بازیکن بسکتبال اهل لیتوانی است.

## دستاوردها

### جوایز
وی در مسابقات کشوری و بین‌المللی در مجموع برندهٔ ۱ مدال طلا، ۱ مدال برنز شده‌است.